# Strumigenys godeffroyi
Strumigenys godeffroyi är en myrart som beskrevs av Mayr 1866. Strumigenys godeffroyi ingår i släktet Strumigenys och familjen myror. Inga underarter finns listade i Catalogue of Life.

## Bildgalleri

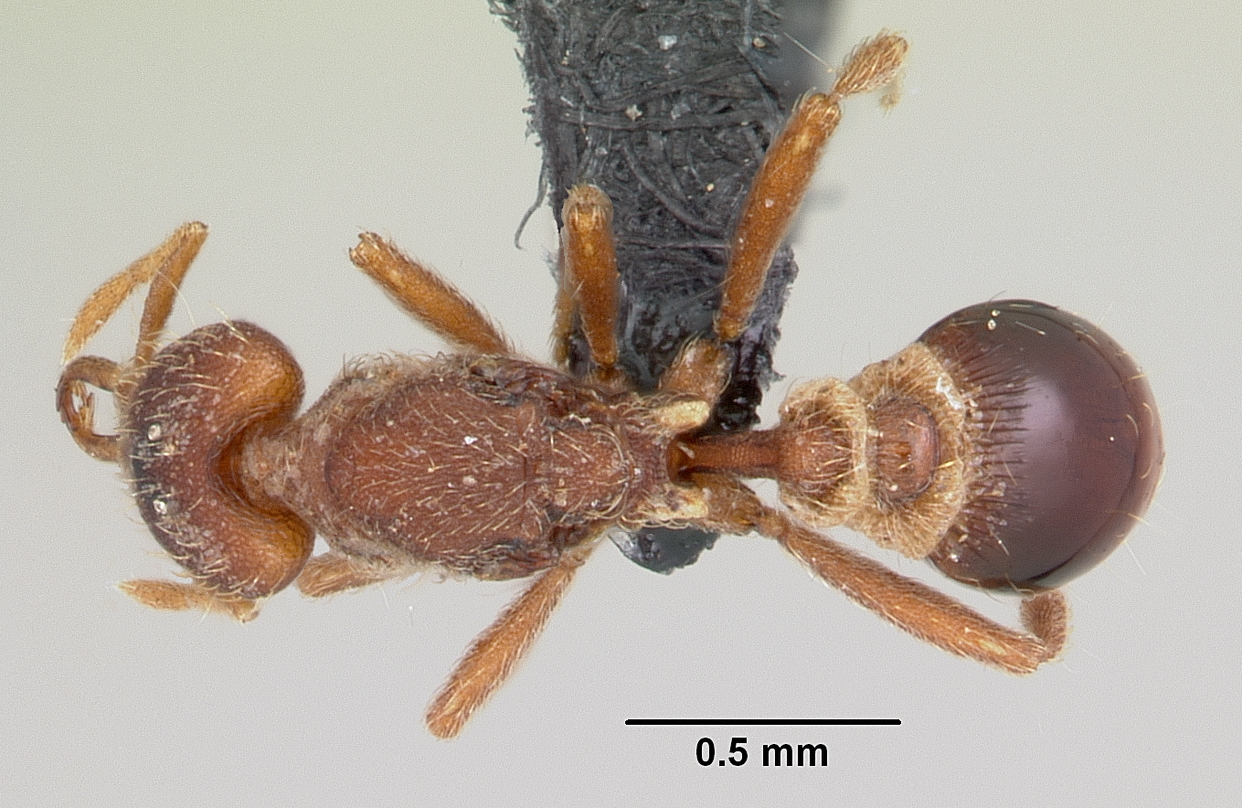
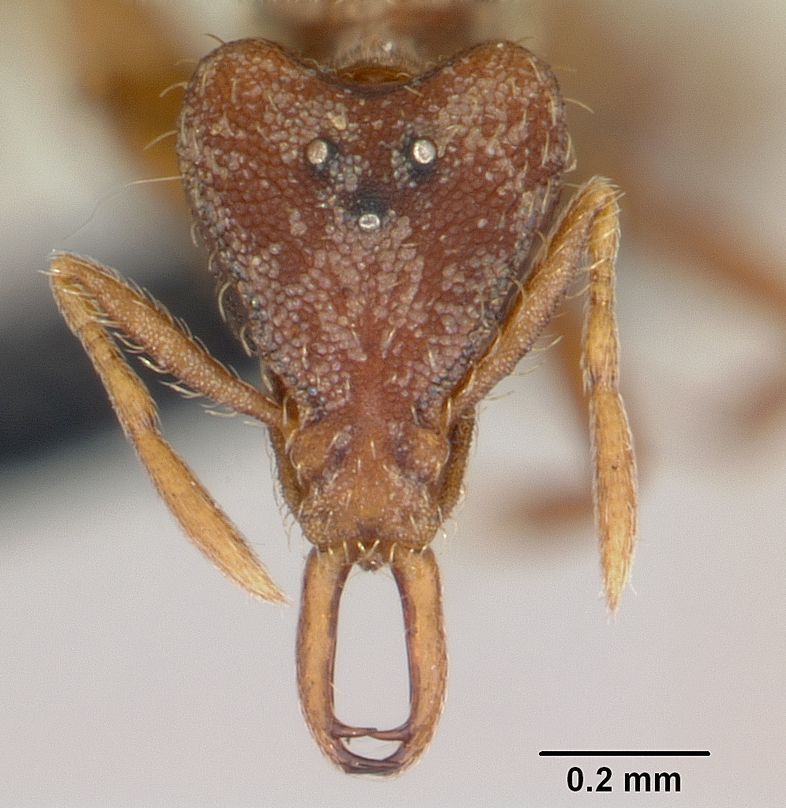
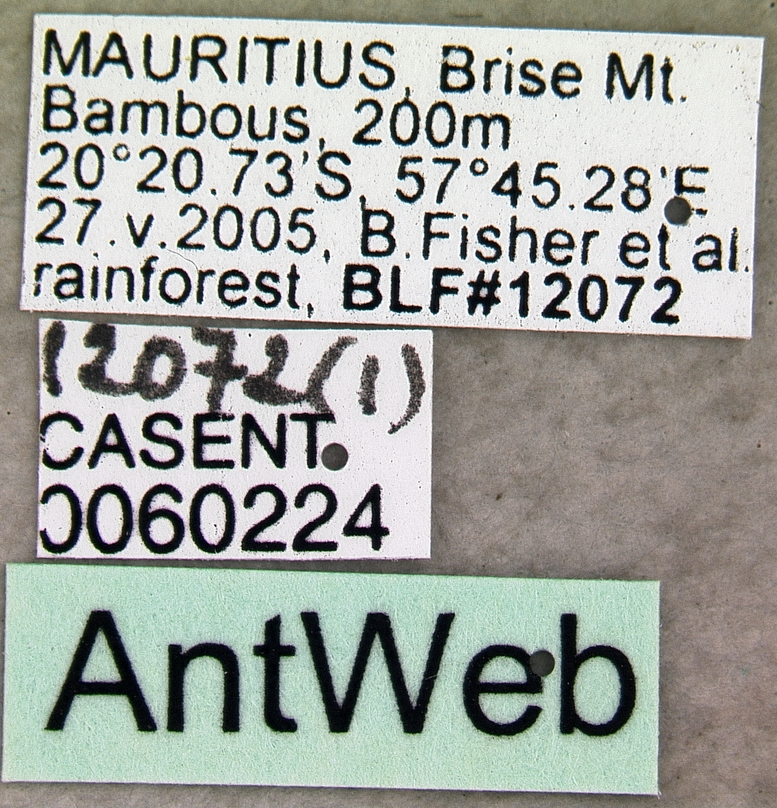
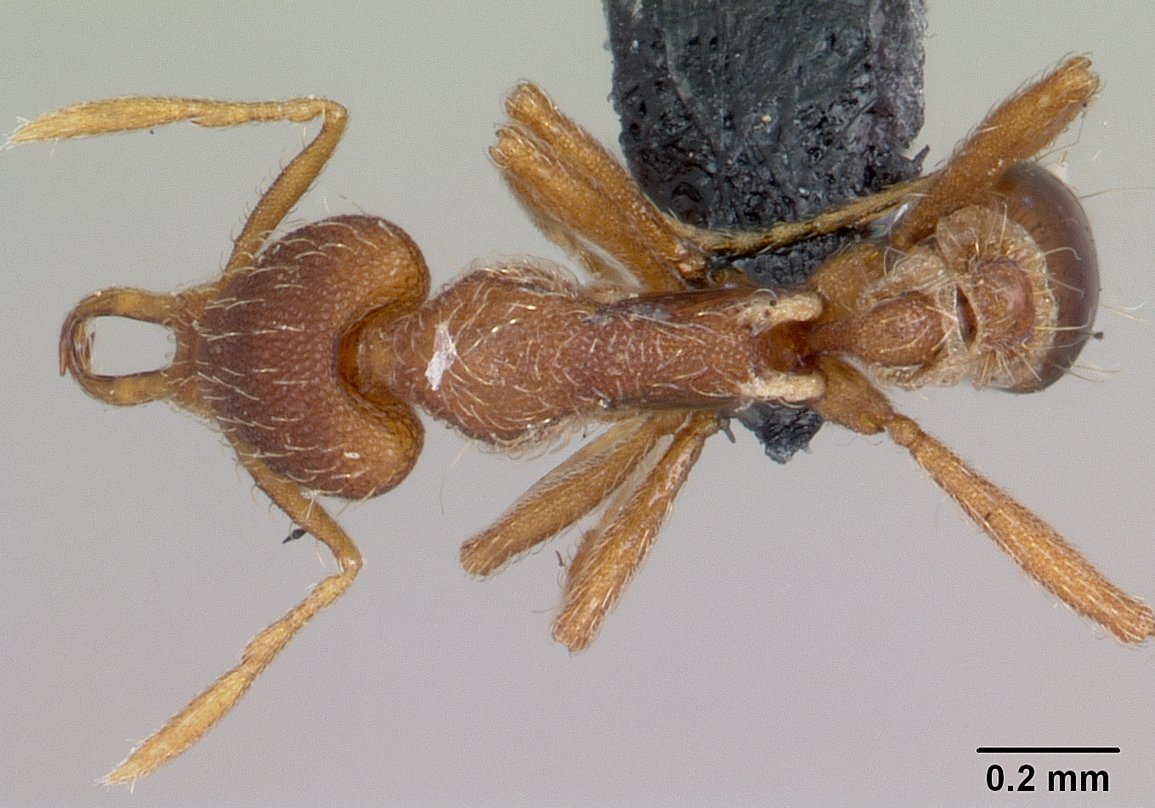
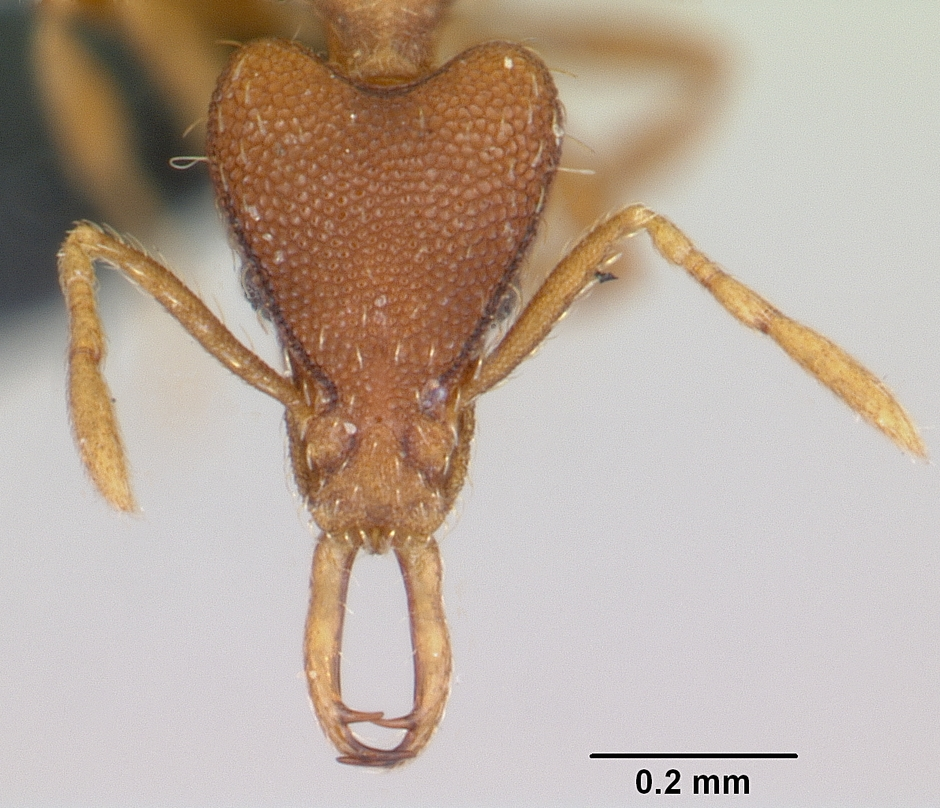
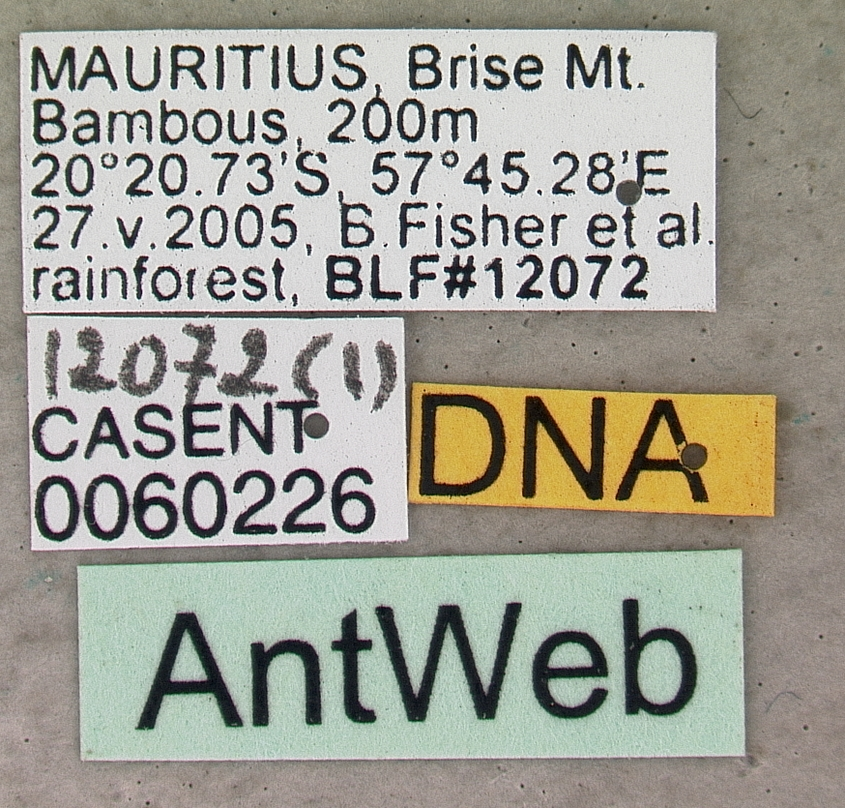